# 밀너 환
대수적 K이론에서 밀너 환(Milnor環, 영어: Milnor ring)은 각 등급 성분이 대수적 K군으로 가는 자연스러운 군 준동형을 갖는 등급환이다. 그 0~2등급 성분은 대수적 K군과 동형이지만, 이는 고차 등급 성분에서 성립하지 않는다.

## 정의
체 {\displaystyle K} 위의 {\displaystyle n}차 밀너 환 {\displaystyle \operatorname {K} ^{\operatorname {M} }(K)}은 다음과 같다.
{\displaystyle \operatorname {K} ^{\operatorname {M} }(K)={\frac {\operatorname {T} (K^{\times };\mathbb {Z} )}{(a\otimes _{\mathbb {Z} }(1-a))_{a\in K\setminus \{0,1\}}}}}
여기서
- {\displaystyle K^{\times }=K\setminus \{0\}}는 {\displaystyle K}의 가역원군이다.
- {\displaystyle \textstyle \operatorname {T} (K^{\times };\mathbb {Z} )=\bigoplus _{n=0}^{\infty }(K^{\times })^{\otimes _{\mathbb {Z} }n}}는 정수 계수 {\displaystyle n}차 텐서 대수이다.
- {\displaystyle (a\otimes _{\mathbb {Z} }(1-a))_{a\in K\setminus \{0,1\}}}는 {\displaystyle \{a\otimes _{\mathbb {Z} }(1-a)\colon a\in K\setminus \{0,1\}\}}으로부터 생성되는 {\displaystyle \operatorname {T} (K^{\times };\mathbb {Z} )}의 양쪽 아이디얼이다.

이는 자연수 계수 등급환을 이룬다. 자연수 {\displaystyle n}에 대하여, 밀너 환의 등급 {\displaystyle n} 성분을 {\displaystyle n}차 밀너 K군({\displaystyle n}次Milnor K群, 영어: {\displaystyle n}th Milnor K-group) {\displaystyle \operatorname {K} _{n}^{\operatorname {M} }(K)}이라고 한다.
밀너 환의 {\displaystyle n}등급 원소는 보통
{\displaystyle \{a_{1},a_{2},\dots ,a_{n}\}\in \operatorname {K} _{n}^{\operatorname {M} }(K)\qquad a_{1},\dots ,a_{n}\in K^{\times }}
로 표기하며, {\displaystyle n}차 기호(記號, 영어: symbol)라고 하기도 한다. (이는 힐베르트 기호 등과 비유한 것이다. 힐베르트 기호는 밀너 환과 유사한 {\displaystyle (a,1-a)=1}이라는 항등식을 만족시킨다. 여기서 우변이 0 대신 1인 것은 군 연산을 덧셈 대신 곱셈으로 표기하기 때문이다.)

## 성질
밀너 환은 등급 가환 등급환이다.
밀너 K군에서 (퀼런) 대수적 K군으로 가는 자연스러운 군 준동형이 존재한다.
{\displaystyle \operatorname {K} _{n}^{\operatorname {M} }(K)\to \operatorname {K} _{n}(K)\;\forall n\in \mathbb {N} }
이는 {\displaystyle n\leq 2}에 대하여 동형 사상이지만, {\displaystyle n\geq 3}일 때는 일반적으로 동형 사상이 아니다.

### 블록-가토 추측
임의의 체 {\displaystyle K} 및 {\displaystyle K}의 표수의 배수가 아닌 정수 {\displaystyle l\in \mathbb {Z} \setminus (\operatorname {char} K)\mathbb {Z} }이 주어졌다고 하자. {\displaystyle \mu _{l}}이 1의 {\displaystyle l}거듭제곱근으로 구성된, {\displaystyle K}의 주어진 분해 가능 폐포 {\displaystyle K^{\operatorname {sep} }}에 대한 절대 갈루아 군 {\displaystyle \operatorname {Gal} (K^{\operatorname {sep} }/K)}의 가군이라고 하자.
블록-가토 추측(Bloch-[加藤]推測, 영어: Bloch–Kato conjecture)에 따르면, 다음과 같은 군의 동형이 존재한다.
{\displaystyle {\frac {\operatorname {K} _{n}^{\operatorname {M} }(K)}{l\operatorname {K} _{n}^{\operatorname {M} }(K)}}\to \operatorname {H} _{\operatorname {{\acute {e}}t} }^{n}(K;\mu _{l}^{\otimes n})=\operatorname {H} ^{n}(\operatorname {Gal} (K^{\operatorname {sep} }/K);\mu _{l}^{\otimes n})}
여기서 좌변은 {\displaystyle l}차 꼬임 군이 되는 몫군이며, 우변은 절대 갈루아 군의 군 코호몰로지(=에탈 코호몰로지)이다.  이 동형 사상을 갈루아 기호(Galois記號, 영어: Galois symbol)라고 한다.
블록-가토 추측은 스펜서 재니 블록(영어: Spencer Janney Bloch)과 가토 가즈야가 제시하였고, 블라디미르 보예보츠키가 2008년에 모티브 코호몰로지를 사용하여 증명하였다.

### 이차 형식과의 관계
{\displaystyle K}가 표수가 2가 아닌 체라고 하자. 그 비트 환 {\displaystyle \operatorname {W} (K)}의 기본 아이디얼(영어: fundamental ideal) {\displaystyle {\mathfrak {i}}(K)\subseteq \operatorname {W} (K)}은 다음과 같은 군 준동형의 핵이다.
{\displaystyle \operatorname {W} (K)\to \mathbb {Z} /2}
{\displaystyle [(V,Q)]\mapsto \dim _{K}V{\bmod {2}}}
즉, 기본 아이디얼은 짝수 차원 벡터 공간 위의 비퇴화 이차 형식들의 비트 동치류들로 구성된 아이디얼이다. 그렇다면, 다음과 같은 군 준동형이 존재한다.
{\displaystyle {\frac {\operatorname {K} _{n}^{\operatorname {M} }(K)}{2\operatorname {K} _{n}^{\operatorname {M} }(K)}}\to {\frac {{\mathfrak {i}}(K)^{n}}{{\mathfrak {i}}(K)^{n+1}}}}
{\displaystyle \{a_{1},a_{2},\dots ,a_{n}\}\mapsto \operatorname {diag} (1,-a_{1})\otimes \operatorname {diag} (1,-a_{2})\otimes \cdots \otimes \operatorname {diag} (1,-a_{n})}
여기서 {\displaystyle \operatorname {diag} (a,b)}는 대각화된 2차원 이차 형식을 뜻하며, 우변의 {\displaystyle \otimes }는 이차 형식의 텐서곱이다. (우변과 같은 꼴의 이차 형식을 피스터 형식(Pfister形式, 영어: Pfister form)이라고 하며, 이는 알브레히트 피스터(독일어: Albrecht Pfister)가 1965년에 도입하였다.)
밀너 추측(Milnor推測, 영어: Milnor conjecture)에 따르면, 이는 항상 아벨 군의 동형 사상을 이룬다. 이는 존 밀너가 추측하였으며, 2007년에 드미트리 오를로프(러시아어: Дми́трий Орло́в) · 알렉산드르 비시크(러시아어: Алекса́ндр Вишик) · 블라디미르 보예보츠키가 증명하였다.

## 예
임의의 체 {\displaystyle K}에 대하여,
{\displaystyle \operatorname {K} _{0}^{\operatorname {M} }(K)\cong \mathbb {Z} }
{\displaystyle \operatorname {K} _{1}^{\operatorname {M} }(K)\cong K^{\times }}
이다.
유한체의 경우
{\displaystyle \operatorname {K} _{n}^{\operatorname {M} }(\mathbb {F} _{q})=0\qquad \forall n\geq 2}
이다.
{\displaystyle \operatorname {K} _{2}^{\operatorname {M} }(\mathbb {C} )}는 비가산 집합이며, 유리수체 위의 벡터 공간이다.
유리수체의 2차 K군은 다음과 같다.
{\displaystyle \operatorname {K} _{2}^{\operatorname {M} }(\mathbb {Q} )=\operatorname {Cyc} (2)\oplus \bigoplus _{p=3,5,7,11,\dots }\mathbb {F} _{p}^{\times }}
여기서 {\displaystyle \operatorname {Cyc} (n)}은 {\displaystyle n}차 순환군을 뜻한다.

## 역사
존 밀너가 1970년에 도입하였다. 이는 역사적으로 2차 대수적 K군의 최초의 올바른 구성이였다. 밀너는 마찬가지로 고차 밀너 K군을 정의하였는데, 이는 사실 고차 대수적 K군과 다르다는 것이 훗날 밝혀졌다. 그러나 고차 밀너 K군은 대수적 K군보다 더 다루기 편하며, 또 그 자체로 여러 흥미로운 성질(블록-가토 추측 등)을 가진다는 것이 밝혀졌다.

## 같이 보기
- 아즈마야 대수